# أوفين (باد كاليه)
أوفين، باد كاليه (بالفرنسية: Offin)‏ هي بلدية تقع في إقليم باد كاليه من منطقة نور با دو كاليه في شمال فرنسا. تبلغ مساحة هذه المدينة 5.29 (كم²)، وترتفع عن سطح البحر 28 م، يبلغ عدد سكانها 189 نسمة حسب إحصاء المعهد الوطني للإحصاء والدراسات الاقتصادية سنة 2009 م. وترأس Roger Houzel البلدية خلال فترة (2008-2014).